# جيسون تود
جيسون تود هو شخصية خيالية يظهر في الكتب المصورة التي نشرتها دي سي كوميكس. ظهر للمرة الأولى في باتمان #357 (مارس 1983)  ليصبح ثاني شخصية تأخذ دور روبن وهو مساعد البطل الخارق باتمان. في لعبة باتمان: فارس أركم تم القبض على تود بواسطة الجوكر، الذي أرسل فيديو لباتمان يعرض مقتل تود بينما في الواقع كان تود حيا وتعرض للتعذيب من قبل الجوكر لأكثر من سنة في أحد الأجنحة المهجورة في مصحة أركام.